# CosMo
CosMo@Bousou-P, conosciuto più semplicemente come CosMo o, talvolta, Kuroneko Antique (黒猫アンティーク?) (6 aprile 1986), è un compositore, produttore discografico e disegnatore giapponese.
CosMo è noto per la sua carriera come produttore di brani Vocaloid, avendo avuto la sua musica inclusa in vari videogiochi della serie Hatsune Miku Project Diva di SEGA e avendo superato con numerosi inediti il milione di visualizzazioni su YouTube e NicoNico. Peculiare è la sua passione per la realizzazione, con la voicebank di Hatsune Miku, di tracce incredibilmente veloci, on più di duecento battiti al minuto, ha ricevuto il titolo di "High-Speed Development Miku Master" su NicoNico Video e si autodefinisce più che altro un disegnatore, essendo lui a illustrare i PV dei suoi inediti. Nel fandom di Vocaloid, il suo genere viene classificato come appartenente al denpa, per via del fatto che gran parte delle sue tracce sono melodie orecchiabili con strambi e incoerenti testi.
Fino ad oggi, il suo brano di maggior successo è senz'ombra di dubbio The Disappearance of Hatsune Miku (初音ミクの消失 -DEAD END-?, Hatsune Miku no Shoushitsu -DEAD END-), incluso perfino nel secondo disco di Re:Start, un album ufficiale rilasciato per celebrare il decimo anniversario di Hatsune Miku, ma hanno raggiunto un'ampia audienza a livello globale anche The Intense Singing of Hatsune Miku (初音ミクの激唱 ?, Hatsune Miku no Gekishou), The End of Hatsune Miku (初音ミクの終焉 ?, Hatsune Miku no Shuuen -WORST END-), The Rampage of Hatsune Miku (初音ミクの暴走 ?, Hatsune Miku no Bousou) e Sadistic.Music∞Factory, realizzato appositamente per il videogioco Hatsune Miku Project Diva F.
Sotto la casa discografica LOiD ha rilasciato fino ad ora un totale di dieci album in studio, mentre con la KARENT ha pubblicato, nel 2011, un singolo intitolato Kagamine Len no Bousou. L'unica raccolta da lui distribuita fisicamente, avendo riscosso un enorme successo in fatto di download e streaming, è stato il disco del 2010 Hatsune Miku no Shoushitsu, contenente gran parte delle sue canzoni più note

## Carriera
Il primo successo Vocaloid di Cosmo arriva dopo aver rilasciato le canzoni Dennou Skill e The Rampage of Hatsune Miku (初音ミクの暴走 ?, Hatsune Miku no Bousou), con il singolo The Disappearance of Hatsune Miku (初音ミクの消失 -DEAD END-?, Hatsune Miku no Shoushitsu -DEAD END-), un brano ad estrema velocità (oltre 240 battiti al minuto) sulla disinstallazione di Hatsune Miku, che ha superato cinque milioni e mezzo di visualizzazioni su NicoNico e che è stata esibita durante vari eventi commemorativi, come MikuNopolis, che ha avuto luogo a Los Angeles nel 2011, ed è stata inclusa nel primo videogioco della serie Hatsune Miku Project Diva, in -extend-, in Dreamy Theathre e Dreamy Theathre 2nd, in Arcade, Miku Flick e anche X e perfino in Taiko no Tatsujin. Una light novel ispirata liberamente alla traccia illustrata da CosMo stesso e ideata da Yūnagi e Muya Agami viene scritta e pubblicata dieci anni dopo, nel 2017. Nel corso degli anni, sono state molte le cover sia in lingua originale che in inglese, tra cui quella di Rachie, ad essere distribuite gratuitamente su varie piattaforme di streaming online.
The Disappearance of Hatsune Miku e The Rampage of Hatsune Miku sono i primi due risultati del lavoro di Storyteller, il nome del progetto musicale nato dalla collaborazione tra CosMo e la cantautrice GAiA, insieme ad altri brani entrati nella cosiddetta hall of fame di NicoNico, come The Intense Singing of Hatsune Miku (初音ミクの激唱?, Hatsune Miku no Gekishou).
Nel 2012, tramite una popolare rivista giapponese di videogiochi, viene annunciato che CosMo ritornerà in Project Diva F con un brano originale realizzato appositamente per il rhythm game, intitolato Sadistic.Music∞Factory e caricato su NicoNico esattamente tre giorni prima dell'uscita del nuovo capitolo della serie videoludica, il 27 agosto.
Un diretto sequel di The Disappearance of Hatsune Miku debutta su NN e YouTube otto anni dopo, nel 2015, col nome di The Real Disappearance of Hatsune Miku (リアル初音ミクの消失?, Riaru Hatsune Miku no Shoushitsu). Eseguito vocalmente questa volta dalla Megpoid GUMI, il brano ha ottenuto un discreto successo mediatico ma è stato accolto calorosamente dei membri più sfegatati e nostalgici del fandom, raggiungendo circa mezzo milione di visite su NicoNico.

## Discografia

### Album in studio
- 2008 - ∞-InfinitY-
- 2008 - Shoujo no Kuusou Teien
- 2009 - Shoujo no Kuusou Teien+
- 2009 - InfiniteHOLiC
- 2010 - Hatsune Miku no Shoushitsu
- 2010 - Breaktime -Futago ＋α na Nakamatachi-
- 2012 - Hoshi no Shoujo to Gensou Rakudo
- 2014 - BPM 200ijou wa Oyatsu ni Fukumaremasu ka?
- 2014 - Φ=Sekai=Φ e no Regret CD
- 2015 - For UltraPlayers